# Octobre 2003

## Mercredi1eroctobre2003
- Palestine, le chef du djihad islamique est capturé par l’armée israélienne dans la camp de Jénine.

## Jeudi2 octobre 2003
- En France, début du procès en appel d’Assise (jusqu’au 15 octobre) de l’ancienne infirmière Christine Malèvre, accusée d’avoir assassiné, entre février 1997 et mai 1998, sept patients de l’hôpital François-Quesnay, à Mantes-la-Jolie dans les Yvelines, et déjà condamnée à 10 ans de prison. Sa condamnation sera portée à 12 ans de réclusion criminelle.
- États-Unis :
  - La conseillère pour la sécurité nationale Condoleezza Rice annonce la création d’un groupe de stabilisation de l’Irak placé sous sa propre responsabilité.
  - L’américain David Kay (en), chef du groupe d’inspecteurs américano-britannique sur les armes de destruction massive (ISG) en Irak, présente son premier rapport au Congrès américain et indique n’avoir encore rien trouvé.
- Le ministre russe de la Défense Sergueï Ivanov, indique que, si l’OTAN conserve une « qualité d’alliance militaire gardant l’actuelle doctrine officielle », le gouvernement russe pourrait remettre en question son partenariat stratégique.
- Littérature : Le romancier sud-africain John Maxwell Coetzee obtient le prix Nobel de littérature.

## Vendredi3 octobre 2003
- Le Président George W. Bush, déclare au sujet du rapport présenté la veille par le chef de l’ISG, qu’il montre « que Saddam Hussein a trompé activement la communauté internationale, que Saddam Hussein violait clairement la résolution 1441 du Conseil de sécurité de l’ONU et que Saddam Hussein était un danger pour le monde ».
- En Suède, Laila Freivalds, ancien ministre de la Justice, est nommée en tant que nouvelle ministre des Affaires étrangères en remplacement d'Anna Lindh, assassinée le 10 septembre dernier.
- La dernière Nintendo Entertainment System (Famicom) est fabriquée au Japon.

## Samedi4 octobre 2003
- Ouverture de la Conférence intergouvernementale de l'Union européenne à Rome, chargée d’adopter le projet de Constitution européenne, élaborée par la Convention présidée par le français Valéry Giscard d'Estaing.
- Proche-Orient : 
  - Attentat-suicide revendiqué par le djihad islamique dans un restaurant de Haïfa en Israël : 19 morts plus le kamikaze.
  - Dans la nuit du 4 au 5 octobre, l’armée israélienne effectue un raid sur le territoire Syrien contre un camp d’entraînement du djihad islamique, situé près de Damas. Il s’agit de la première opération israélienne en Syrie depuis 1974.

## Dimanche5 octobre 2003
- Le chef de l’ISG, David Kay annonce la découverte dans le réfrigérateur d’un scientifique irakien, de flacons contenant des toxines botuliques.
- Proche-Orient : Israël a lancé une attaque aérienne sur une base présumée du Jihad Islamique dans la banlieue de Damas en Syrie, à la suite d'un attentat suicide dans un restaurant de Haïfa ayant fait 19 morts.
- En Tchétchénie, Akhmad Kadyrov, le candidat à l’élection présidentielle soutenu par le gouvernement russe, remporte l’élection présidentielle avec 82,5 % des voix.
- Du 5 au 7 octobre, à Moscou en Russie, visite officielle du Premier ministre français Jean-Pierre Raffarin.

## Lundi6 octobre 2003
- Remise du prix Nobel de médecine au chimiste américain Paul Lauterbur et au physicien britannique Peter Mansfield pour leurs travaux dans les années 1970 sur l’imagerie par résonance magnétique, qui ont permis la création de la caméra magnétique moderne, et de la tomographie par résonance magnétique.
- En Palestine : Faisant face à de nouvelles menaces israéliennes, le président de l'Autorité palestinienne Yasser Arafat déclare l’état d'urgence dans les territoires palestiniens. Il nomme de plus un nouveau gouvernement de 8 membres dirigé par le Premier ministre Ahmed Qoreï.

## Mardi7 octobre 2003
- Gray Davis, le gouverneur démocrate de l’État de Californie, est destitué par un vote populaire (55 % des voix) lors d’une procédure de révocation (recall), son successeur républicain, l’acteur d’origine autrichienne Arnold Schwarzenegger, est élu avec 48,1 % des suffrages.
- Le Premier ministre israélien Ariel Sharon déclare qu'Israël est décidé à frapper ses ennemis « partout et par tous les moyens ».
- Le Parlement de Turquie vote en faveur de l’envoi de troupes en Irak par 358 voix contre 183. En réaction levée de boucliers dans tout l’Irak.
- Remise du prix Nobel de physique à Alexei A. Abrikosov, Vitaly L. Ginzburg et Anthony J. Leggett pour « des travaux pionniers dans le domaine théorique des supraconducteurs et des superfluides ».

## Mercredi8 octobre 2003
- Accord de paix, signé à Pretoria, entre le président burundais Domitien Ndayizeye et Pierre Nkurunziza, président des Forces pour la défense de la démocratie (FDD), qui doit mettre fin à 10 ans de guerre civile au Burundi.
- Le « prix Nobel d'économie » est attribué à Robert F. Engle et à Clive W. J. Granger pour leurs travaux ayant permis d’améliorer la fiabilité des prévisions économiques.
- Le Prix Nobel de chimie est attribué à Peter Agre et Roderick MacKinnon pour leurs travaux sur le transports des ions et de l’eau à travers la paroi cellulaire et en particulier pour leur découverte des aquaporines.

## Jeudi9 octobre 2003
- À Iekaterinbourg en Russie, visite officielle du chancelier allemand Gerhard Schröder et entretiens avec le président Vladimir Poutine.
- À Bagdad en Irak, un attaché militaire espagnol, José Antonio Bernal Gomez, est assassiné.
- Du 9 au 11 octobre, visite d’État au Maroc du président français Jacques Chirac.
- Le Pakistan annonce le test réussi d’un nouveau missile à capacité nucléaire Shaheen 1 d’une portée de 700 km. Ce missile possède la capacité de frapper les grandes villes indiennes. Ce test suit d’une semaine le test d’un missile de courte portée Hatf-2 Ghaznavi. Le porte-parole de l’armée pakistanaise a précisé que l’Inde avait été informée avant chaque lancement.
- Le tout récent Premier ministre palestinien Ahmed Qoreï a présenté sa démission, à la suite d'une divergence avec le président de l'Autorité palestinienne Yasser Arafat à propos du choix ministre de la Défense.
- Science : l’élément chimique 110 a officiellement été baptisé Darmstadtium par un groupe de travail composé de l’UICPA et l’UIPPA. Son nom vient de la ville de Darmstadt où est situé le laboratoire GSI qui l’a découvert.

## Vendredi10 octobre 2003
- France : Lors du procès des emplois fictifs du RPR, le procureur requiert contre l’ancien Premier ministre Alain Juppé, 8 mois de prison avec sursis et une amende.
- Ouverture en Australie de la 5e Coupe du monde de rugby avec 20 nations présentes pour remporter le trophée William Webb Ellis. La cérémonie d’ouverture s’est déroulée au Telstra Stadium, à Sydney. Lors du match d’ouverture, l’équipe d'Australie a battu celle d’Argentine par 24 à 8.
- Le prix Nobel de la paix est attribué à la militante iranienne des droits de l’homme Shirin Ebadi pour ses efforts en faveur de la démocratie et des droits de l’Homme.
- Le Premier ministre japonais Jun'ichirō Koizumi a ordonné la dissolution de la chambre basse du parlement, afin d’appeler à de nouvelles élections législatives. La date de celles-ci a été fixée au 9 novembre. La chambre basse du parlement japonais compte 480 députés.
- Une incursion de l’armée israélienne à Rafah en Cisjordanie fait 7 morts. Le but de l’opération est de détruire des tunnels reliant la bande de Gaza à l’Égypte. Il s’agit de la plus importante opération de Tsahal à Rafah depuis le début de l’Intifada.
  - Jusqu’au 16 octobre, un total de 114 habitations palestiniennes seront rasées dans le nord de la bande de Gaza.

## Samedi11 octobre 2003
- En Bolivie, des manifestations tournent à l’émeute, l’armée tire sur la foule et tue plusieurs dizaines de personnes. Des manifestations avaient lieu depuis les 28 septembre pour protester contre l’exportation de gaz naturel bolivien.
- L’ONU a indiqué qu’elle enquêtait sur un massacre de 16 personnes, des femmes pour la plupart, dans un village de l’est du Congo-Kinshasa.
- 50 rebelles maoïstes et 7 policiers ont été tués dans des heurts dans l’Ouest du Népal. Il s’agit des plus violents combats depuis la rupture du cessez-le-feu par la guérilla maoïste le 27 août dernier.
- Selon le quotidien américain Los Angeles Times, l’armée israélienne serait en mesure de lancer depuis ses sous-marins des missiles de croisières américains Harpoon équipés d’une charge nucléaire.
- La Syrie a affirmé qu’elle riposterait par tous les moyens en sa possession en cas de nouvelles attaques israéliennes sur son territoire.
  - Le gouvernement israélien a répondu que la Syrie devrait assumer ses responsabilités si elle abrite des groupes terroristes.
- À l’Onu Kofi Annan a condamné la mort de civils palestiniens dans l’opération à Rafah, et l’a qualifiée d’usage excessif de la force.

## Dimanche12 octobre 2003
- Au centre de Bagdad, attentat-suicide devant l’hôtel Bagdad, connu pour être le quartier général des services de renseignements américains : 7 policiers et gardes irakiens sont tués.
- Se réunissant sur les bords de la mer Morte du côté jordanien, des personnalités palestiniennes et israéliennes se sont réunies pour conclure un pacte symbolique destiné à relancer les négociations de paix. Rendez-vous fut pris pour une ratification officielle à Genève le 4 novembre.
  - Le ministre israélien des Affaires étrangères Silvan Shalom a déclaré : « Je n’attendais pas autre chose de la part de ces gens qui nous ont apporté les accords d’Oslo (1993), dont nous payons encore le prix aujourd’hui ».
- La Chine a annoncé qu’elle procéderait à l’envoi d’une mission spatiale habitée entre le 14 et le 17 octobre. Le vol devrait consister en 14 orbites terrestres avant son retour sur Terre.
- Aux États-Unis, Après 34 heures d’opération une équipe américaine de Dallas au Texas a réussi à séparer deux frères siamois égyptiens âgés de deux ans et joints par la tête.
- F1 : l’Allemand Michael Schumacher remporte son sixième titre de champion du monde des conducteurs de F1. Il bat le record de Juan Manuel Fangio. À l'origine de sa Formule un, l'écurie Ferrari remporte un nouveau titre de champion du monde des constructeurs.
- L’Espagnol Igor Astarloa devient champion du monde de cyclisme sur route à Hamilton (Canada).
- L’équipe féminine allemande de football féminin remporte la coupe du monde aux États-Unis.

## Lundi13 octobre 2003
- Selon le magazine allemand Der Spiegel, le Mossad (service de renseignements et d’actions des israéliens) aurait reçu la mission de planifier des attaques éventuelles contre des cibles iraniennes.
- Au Vatican, 25e anniversaire de l’élection du pape Jean-Paul II.

## Mardi14 octobre 2003
- En France : 
  - Décès du médecin cancérologue Léon Schwartzenberg à l’âge de 79 ans, à l’hôpital Paul-Brousse de Villejuif, d’un cancer. Lire l'article sur LeMonde.fr.
  - Décès du chanteur et compositeur libertaire François Béranger à l’âge de 66 ans, emporté par un cancer à son domicile de Sauve, dans le Gard. Lire l'article sur France2.fr.
- À Bagdad, attentat à la voiture piégée devant l’ambassade de Turquie : deux morts.

## Mercredi15 octobre 2003
- France : Le gouvernement français rejette le projet d’accord du 2 septembre de règlement de l’affaire Executive Life qui prévoyait le paiement d’une amende de 585 millions de dollars américains, car François Pinault, milliardaire et ami intime du président de la République, et Jean Peyrelevade, ancien directeur adjoint de cabinet de Pierre Mauroy à Matignon, puis PDG du Crédit lyonnais, tous deux personnellement impliqués dans cette affaire, seraient restés dans le collimateur du parquet de Los Angeles. Cette transaction est acceptée le 15 février 2005. De plus F. Pinault aura probablement à sacrifier la successeur d’Executive Life, Aurora.
- En Chine, lancement du vaisseau spatial Shenzhou 5 (« Vaisseau divin »), emportant à son bord le lieutenant-colonel Yang Liwei, premier taïkonaute (cosmonaute chinois) de l’Histoire. Le vaisseau a été lancé, à 9 heures du matin (heure locale), depuis la base de Jiuquan située dans le désert de Gobi et, il est revenu sur terre, le 16 octobre, après 14 orbites circumterrestres et un atterrissage en Mongolie-Intérieure.
- Dans le nord de la bande de Gaza, à Beit Hanoun, un convoi d’agents de sécurité américains a subi un attentat : 3 morts et un blessé.

## Jeudi16 octobre 2003
- En France, le ministre de l’Intérieur Nicolas Sarkozy inaugure, à Ajaccio en Corse, une nouvelle plaque commémorative à la mémoire du Préfet Claude Érignac tué par des nationalistes corses.
- Union européenne : 
  - Aliment OGM : Monsanto annonce son intention de quitter le marché des céréales européen en raison d’un faible taux de pénétration. Voir aussi OGM.
  - Les 16 et 17 octobre, à Bruxelles, Conseil des chefs d’État et de gouvernement. Le 17, le président Jacques Chirac s’y exprime au nom du chancelier allemand Gerhard Schröder qui devait participer à un débat politique important au Bundestag à Berlin.
- En Azerbaïdjan, İlham Əliyev, fils du président sortant et ancien dignitaire communiste Heydər Əliyev, a remporté le premier tour de l’élection présidentielle avec 80 % des voix. Ce résultat est contesté par des milliers d’opposants en colère.
- Le taïkonaute chinois Yang Liwei est revenu sur terre sans encombre à bord du vaisseau spatial Shenzhou 5 après un vol de 21 heures. Lors de ce vol, il a effectué 14 fois le tour de la planète.
- Vote à l’unanimité par le Conseil de sécurité des Nations unies de la résolution 1511 (4e version du projet de résolution présenté par les États-Unis).
  - Cette résolution Autorise la création d’une force multinationale sous commandement américain et, demande au Conseil intérimaire de gouvernement (CIG) irakien de présenter, d’ici le 15 décembre, un calendrier concernant la rédaction d’une nouvelle Constitution et l(organisation d’élections.
  - La France, l’Allemagne et la Russie ont voté cette résolution mais estiment que « les conditions ne sont pas remplies pour envisager un engagement militaire ou financier au-delà de leur engagement actuel ».
  - Cette résolution ne fixe aucun calendrier en ce qui concerne le retrait des forces d’occupation et le rétablissement de la souveraineté irakienne.
- À Putrajaya, 10e sommet de l’Organisation de la conférence islamique auquel participe le Président russe Vladimir Poutine.
  - Le Premier ministre malaisien Mahathir Mohamad et hôte du sommet a déclaré que « Les Européens ont tué six millions de Juifs sur douze. Mais aujourd’hui, les Juifs dirigent le monde par procuration. Ils obtiennent que les autres se battent et meurent pour eux ». Ces propos suscitent une réaction indignée des États-Unis et de l’Union européenne, mais n’avaient suscité que des approbations au sein de l’assemblée.
- Vatican : jusqu’au 22 octobre, cérémonies pour célébrer le 25e anniversaire du pontificat de Jean-Paul II.

## Vendredi17 octobre 2003
- Du 17 au 23 octobre, le président américain George W. Bush effectue une tournée de visites, axée sur la « lutte contre le terrorisme », dans plusieurs pays d’Asie et du Pacifique.
  - Le 17 octobre, à Tôkyô au Japon.
  - Le 18 et 19 octobre, à Manille aux Philippines.
  - Le 20 et 21, il participe au sommet annuel de la région Asie-Pacifique, à Bangkok en Thaïlande.
  - Le 21, à Singapour.
  - Le 22, à Bali en Indonésie.
  - Le 23, à Canberra en Australie.
- Le Congrès américain vote en quasi-totalité, les 87 milliards de US dollars nécessaires selon le gouvernement américain pour poursuivre la « guerre contre le terrorisme ».
- En Bolivie, à la suite de la tuerie du 11 octobre, le Président néo-libéral Gonzalo Sánchez de Lozada démissionne et s’exile à Miami en Floride. Son vice-président Carlos Mesa le remplace comme président.
- architecture : Taipei 101 est devenu le plus haut gratte-ciel du monde avec 508 mètres, après la pause du pinacle de 60 mètres sur le toit du bâtiment.

## Samedi18 octobre 2003
- Asie : ouverture du sommet de l’APEC qui regroupe les 21 dirigeants de l’Asie pacifique. Les dossiers traités pendant ce sommet seront la lutte contre le terrorisme, l’Irak et la crise nucléaire en Corée du Nord.
- Conquête de l'espace : Une fusée russe du Soyouz décolle de la base de Baïkonour au Kazakhstan, pour transporter trois cosmonautes (un Espagnol de l’ESA, un Russe et un Américain) vers la station spatiale internationale (ISS). L’arrimage a lieu le 20.
  - Elle revient sur terre le 28 octobre avec l’Espagnol, et les deux précédents occupants de la station qui étaient dans l’espace depuis le 28 avril, le Russe Youri Malentchenko et l’Américain Edward Lu.

## Dimanche19 octobre 2003
- Décès à Sarajevo de Alija Izetbegovitch à l’âge de 78 ans. Il fut le premier président musulman de la Bosnie-Herzégovine et avait dirigé le pays de 1990 à 1995 après l’éclatement de l’ex-Yougoslavie.
- En Côte d'Ivoire, le reporter Jean Hélène, correspondant de la chaîne RFI (Radio France internationale) est tué, devant le quartier général de la police, par un policier en uniforme.
- Lors de la visite à Téhéran en Iran, des ministres des Affaires étrangères français, allemand et britannique, les autorités iraniennes se sont engagées à coopérer totalement avec l'AIEA (Agence internationale de l’énergie atomique).
- 3 soldats israéliens sont tués lors d’une embuscade en Cisjordanie.
- L’assemblée générale des Nations unies adopte une résolution européenne exigeant que
  - Israël « arrête et revienne » sur la construction du mur dans les territoires occupés.
  - L'Autorité palestinienne fasse des « efforts visibles » pour faire cesser les « attaques violentes » contre la population israélienne.
- En Roumanie, validation du référendum constitutionnel avec 54,4 % de participation.
- En Suisse, l’UDC (Union démocratique du centre), parti de la droite populiste, est arrivé en tête des élections fédérales avec 27,7 % des suffrages, et obtient 55 sièges (+11) sur 200. Elle est aujourd’hui le premier parti politique en Suisse et son leader Christoph Blocher brigue un deuxième poste au conseil fédéral au détriment du PDC.
  - L'UDC avait obtenu 11 % en 1991 et 22 % en 1999.
  - Autres partis : Parti socialiste 52 sièges (+1), Parti radical 36 sièges (-6), Parti démocrate-chrétien 28 sièges (-7), Verts 13 sièges (+4), Libéraux 4 sièges (+2), PEV 3 sièges, autres 9 sièges.
  - Résultats 1999 : Parti socialiste 512 sièges, Parti radical 36 sièges, Parti démocrate-chrétien 28 sièges, Verts 13 sièges, Libéraux 4 sièges, PEV 3 sièges, autres 9 sièges.
- En Tchétchénie, Akhmad Kadyrov, le dirigeant tchétchène prorusse, a officiellement pris ses fonctions de président 15 jours après son élection très controversée.
- Au Vatican, cérémonie de béatification de mère Teresa devant plus de trois cent mille fidèles, dont Bernadette Chirac et Jean-Pierre Raffarin.

## Lundi20 octobre 2003
- En France, 90 % des buralistes ont fermé leur magasin pour protester contre la hausse du prix des cigarettes, dénonçant une fiscalité assassine (80 % du prix du tabac) et des mesures prohibitives incitant au développement de la contrebande (25 % de la consommation en Europe).
  - Prix moyen des cigarettes en Europe : Norvège 7,19 € - Royaume-Uni 7,05 € - France 4,65 € - Suède 4,31 € - Finlande 4,00 € - Danemark 3,90 € - Belgique 3,70 € - Suisse 3,60 € - Pays-Bas 3,35 € - Italie 3,30 € - Allemagne 3,20 €, Luxembourg 2,85 € - Grèce 2,70 € - Espagne 2,50 € - Portugal 2,25 €.
- L’armée israélienne effectue cinq raids dans la bande de Gaza : 7 morts.

## Mardi21 octobre 2003
- En visite à Beuvrages dans le Nord, le président Jacques Chirac lance la campagne électorale et cible le cœur du débat en déclarant : « Habitat dégradé, insécurité, chômage, discrimination, montée du communautarisme et des inégalités : ces réalités douloureuses doivent être prises à bras le corps. Elles ne peuvent pas être ignorées du discours et de l’action publics ».
- En Californie, de gigantesques incendies ravagent cet État américain.
- En Roumanie, la réforme constitutionnelle est acceptée avec 89,7 % des suffrages. Le but de cette réforme est d’harmoniser la constitution roumaine avec la législation de l’Union européenne.
- Au Vatican, le pape Jean-Paul II a remis la barrette aux 31 nouveaux cardinaux, nommés par lui le 28 septembre portant ainsi les effectifs du sacré collège à 194 membres, dont l’archevêque de Marseille Bernard Panafieu, l’archevêque de Lyon Philippe Barbarin et le secrétaire d’État (Affaires étrangères) du Saint-Siège Jean-Louis Tauran.
- Littérature : L’Académie Goncourt a décerné pour son centenaire le prix Goncourt à Jacques-Pierre Amette pour La Maîtresse de Brecht.

## Mercredi22 octobre 2003
- En France, les 22 et 23 octobre, des perquisitions policières sont faites en Corse dans l’entourage de l’ancien chef nationaliste Charles Pieri.
- Visite d’État du président Jacques Chirac au Niger (22 et 23 oct.) et au Mali (24 et 25 oct.).
- En Bosnie-Herzégovine, quelque 150 000 personnes ont assisté aux obsèques de l’ancien président bosniaque Alija Izetbegovic.
- CEI : la tension est montée entre la Russie et l’Ukraine à propos de l’île de Touzla située dans le détroit de Kertch. Le problème a surgi alors que la Russie construit un barrage dans le détroit.
- L’assemblée générale des Nations unies a voté une résolution demandant à Israël de renoncer à son projet de mur et de détruire la partie de l’ouvrage déjà édifiée.

## Jeudi23 octobre 2003
- À Madrid en Espagne, conférence réunissant les représentants de 73 pays, de 20 organisations internationales et 13 ONG (Organisations non gouvernementales) pour tenter de regrouper des fonds pour la reconstruction de l’Irak.
  - Le Conseil intérimaire de gouvernement (CIG) irakien annonce que les entreprises irakiennes pourront être possédées à 100 % par les investisseurs étrangers.
  - La conférence se clôt sur des promesses de contributions diverses pour un montant total de 13 milliards de US dollars plus 20 milliards déjà promis par les américains. Cette opération a surtout permis d’élargir le cercle des pays qui suivent les États-Unis en Irak.
  - Ni la France, ni l’Allemagne, ne figurent parmi les contributeurs.
- Inauguration à Los Angeles du Walt Disney Concert Hall, conçu par l’architecte Frank Gehry, et siège de l’Orchestre philharmonique de Los Angeles, pour un coût de 50 millions de US dollars offert par Lilian Disney.
- Littérature : Le Grand prix du roman de l'Académie française est attribué à Jean-Noël Pancrazi pour Tout est passé si vite.

## Vendredi24 octobre 2003
- France :
  - Le procureur fédéral de Californie, accorde au gouvernement français un délai d’un mois pour trouver un nouvel accord en remplacement de celui rejeté le 15 octobre.
  - En Corse, deux attentats visant des policiers ayant participé aux perquisitions des 22 et 23 octobre à l’encontre de proches du chef nationaliste Charles Pieri.
- Le Premier ministre israélien Ariel Sharon annonce que la construction d’un deuxième mur est à l’étude.

## Samedi25 octobre 2003
- En Corse, une roquette non chargée est tirée contre le cantonnement des CRS à Aspretto.
- En Italie, après que l’Union des Musulmans d’Italie réclame l’affichage de versets du Coran à côté des crucifix dans une école maternelle des Abruzzes, un juge ordonne les retrait de tous les crucifix de l’école.
- En Russie :
  - Dans l’affaire Ioukos, Mikhaïl Khodorkovski, patron oligarque du groupe pétrolier, est arrêté à l’aéroport de Novossibirsk-Tolmatchevo en Sibérie, et mis sous le coup de sept inculpations, dont celles de vol en groupe organisé, d’escroquerie, d’évasion fiscale et de faux. Il nie les faits et risque dix ans de prison.
  - Son groupe venait d’opérer une fusion avec le groupe Sibneft et était en pourparlers avec le groupe américain ExxonMobil pour une prise de participation.

## Dimanche26 octobre 2003
- L’hôtel Al-Rachid de Bagdad est la cible d’une attaque lors de laquelle sont tirés 29 roquettes, faisant 1 mort et 17 blessés. Dans cet hôtel logeait Paul Wolfowitz, le no 2 du Pentagone en visite en Irak depuis la veille.

## Lundi27 octobre 2003
- Californie : l’état d’urgence est décrété pour lutter contre les gigantesques incendies.
- À Bagdad, cinq attentats-suicide dont l’un devant le siège du Comité international de la Croix-Rouge, pour un total de 43 morts, essentiellement des irakiens.
- Littérature : 
  - Le prix Femina est attribué à Dai Sijie, romancier d’origine chinoise, pour Le Complexe de Di.
  - Le prix Médicis est attribué à Hubert Mingarelli pour Quatre Soldats.

## Mardi28 octobre 2003
- À Poitiers en France, premier sommet des présidents de 13 régions françaises (sur 22) et de six länders allemands (sur 16) autour du Premier ministre Jean-Pierre Raffarin et du chancelier Gerhard Schröder.
- Californie : un bilan provisoire fait état de 18 morts et quinze cents maisons détruites par les gigantesques incendies depuis une semaine.

## Mercredi29 octobre 2003
- Sécurité routière : Le premier des soixante-dix radars automatiques mis en place par le gouvernement à La Ville-du-Bois (Essonne) a été saccagé la nuit dernière à coups de masse. Ce radar automatique avait été inauguré par le ministre de l’Intérieur Nicolas Sarkozy lundi dernier. Les autorités comptent mettre en place des caméras de surveillance afin d’assurer la sécurité de ce radar.
- Au sujet des attaques que subissent les américains en Irak, le président George W. Bush déclare devant la presse : « Ces attaques désespérées contre des civils innocents ne nous ferons pas céder. »
  - D’une moyenne de 10 par jour au mois d’août, les attaques sont passées à une moyenne de 25 par jour, mais selon le proconsul américain Paul Bremer : « 90 % des attaques se produisent sur moins de 5 % du territoire », et selon le dignitaire chiite Cheikh Fadel al-Sah Lani : « En dehors de la zone sunnite et de Bagdad, les choses s’améliorent. La vie économique redémarre, il y a des denrées sur les marchés, l’eau et l’électricité sont revenus. »

## Jeudi30 octobre 2003
- France : Le ministre de l’Intérieur Nicolas Sarkozy en visite en Corse, dénonce un « système mafieux ».
- En Russie :
  - Dans l’affaire Ioukos, après l’arrestation de Mikhaïl Khodorkovski, patron du groupe pétrolier Loukos, le parquet fait saisir la part de 44 % des actions qu’il détenait personnellement, dans le groupe pétrolier, pour un montant estimé à 15 milliards de dollars américains. mais il aurait anticipé la manœuvre et ne posséderait plus, directement, que 9,5 % des actions, de plus la société venait d’offrir à ses actionnaires, un dividende record de 2 milliards de dollars, récupérés donc en grande partie par Mikhaïl Khodorkovski et l’oligarque Roman Abramovitch, qui détient 26 % du groupe Ioukos.
  - Le Président Vladimir Poutine limoge le chef de l’administration présidentielle issu du clan Eltsine.
- Irak : Selon un rapport du Center for Public Integrity, les firmes qui se partagent le fabuleux butin de la reconstruction pour 8 milliards de dollars sont celles qui ont le plus aidé le candidat Bush lors de l’élection de novembre 2000.

## Vendredi31 octobre 2003
- Malaisie : Nouveau Premier ministre Abdullah Ahmad Badawi en remplacement de Mahathir Mohamad.
- Hawaï : Bethany Hamilton, jeune surfeuse, est attaqué par un requin et perd son bras gauche.

## Naissances
- 1er octobre : Pili Groyne, actrice belge
- 2 octobre : Marin Petkov, footballeur bulgare
- 3 octobre : 
  - Ibtoihi Hadhari, footballeur comorien.
  - Lisa Hirner, sauteuse à ski et coureuse autrichienne du combiné nordique
- 6 octobre : Yasin Ayari, footballeur suédois
- 7 octobre : Li Shijia, gymnaste artistique chinoise
- 8 octobre : Mários Tzavídas, footballeur grec
- 10 octobre : Maggie Elizabeth Jones, actrice américaine
- 11 octobre : Robert Renan, footballeur brésilien
- 12 octobre : Sofia Nair, gymnaste artistique algérienne
- 16 octobre : Mohamed Sankoh, footballeur néerlandais
- 20 octobre : Carney Chukwuemeka, footballeur anglais
- 21 octobre : Haruka Oota, chanteuse et idole japonaise
- 22 octobre : Momona Kasahara, chanteuse japonaise
- 24 octobre : Medina Medjahdi, gymnaste artistique algérienne
- 25 octobre : Ange-Yoan Bonny, footballeur français
- 28 octobre : Luka Stojković, footballeur croate
- 31 octobre : Ibrahim Diakité, footballeur guinéen